# Николас Бурдисо
Николас Андрес Бурдисо (шп. Nicolás Andrés Burdisso; 12. април 1981), бивши аргентински фудбалер који је играо на позицији одбрамбеног играча.
Након две одигране године у млађим селекцијама Боке јуниорс, сениорском тиму клуба се придружио 1999. године, у ком је за пет сезона одиграо преко 120 утакмица у свим такмичењима. Након тога, прешао је у Италију где је са Интером за пет сезона четири пута освојио Серију А, а касније се истакао и у Роми. Касније је још наступао за Ђенову и Торино.
Са репрезентацијом Аргентине освојио је Светско првенство до 20 година 2001. и Летње олимпијске игре 2004.

## Трофеји
Бока јуниорс
- Прва лига Аргентине: Апертура 2000, Апертура 2003.
- Копа либертадорес: 2000, 2001, 2003.
- Интерконтинентални куп: 2000, 2003.

Интер
- Серија А: 2005/06, 2006/07, 2007/08, 2008/09.
- Куп Италије: 2005/06.
- Суперкуп Италије: 2006.